# Centre de carène
Le centre de carène généralement nommé C (ou B pour buoyancy chez les anglophones) est le centre de volume (et aussi le centre de gravité du fluide) déplacé par la carène d'un navire.
C'est le point d'application de la poussée d'Archimède qui fait flotter le navire.
Lorsque le navire roule ou tangue, ce point se déplace du côté où gîte ou tangue le bâtiment (puisque de ce côté il y a plus de coque enfoncée dans l'eau et donc plus de fluide déplacé, alors que de l'autre côté une partie de la carène se retrouve hors d'eau). L'axe d'application de la force d'Archimède se déplace donc lui aussi.

## Métacentre

Stabilité transversale

Pour l'équilibre du navire, ce qui importe n'est donc pas le centre de carène lui-même, mais le métacentre de carène, qu'on définit comme l'intersection des axes d'application de la force d'Archimède pour de petites variations d'inclinaison, ou, autrement dit, le point où la résultante de la pression que l’eau exerce sur le navire (gîté, c’est-à-dire incliné) rencontre le plan médian de celui-ci,. En réalité ces différents axes ne se coupent pas forcément strictement mais en première approximation on peut toujours définir un métacentre de carène transversal m (pour le roulis) et un métacentre de carène longitudinal M (pour le tangage), pour chaque situation du navire ; ces métacentres dépendent de l'inclinaison et l'enfoncement du navire.
Un métacentre de carène est toujours au-dessus du centre de gravité (G) d'un navire, alors que le centre de carène est fréquemment au-dessous de ce dernier. Plus le métacentre de carène sera haut, plus la stabilité de forme du navire sera grande.

## Rayon métacentrique
Quand le navire change de gîte ou d'assiette, le centre de carène se déplace. Pour une légère variation de gîte (ou d'assiette), le déplacement peut être assimilé à l'arc d'un cercle dont le métacentre est le centre. Le rayon de cet arc de cercle est appelé rayon métacentrique. On distingue le rayon métacentrique transversal et le rayon métacentrique longitudinal, ce dernier a approximativement la valeur de la longueur du navire, contrairement au rayon métacentrique transversal qui a une valeur bien moindre.